# Belionota
Genre
Belionota est un genre de coléoptères de la famille des Buprestidae.

## Principales espècesà compléter
- Belionota sumptuosa (Castelnau, 1838)